# Саидов, Махран Шайхиевич
Махра́н Шайхи́евич Саи́дов, также известен как амир Махран и Якъуб; позывной и прозвище — «Красная борода» (род. 22 января 1975, с. Гордали, ЧИАССР, РСФСР, СССР) — чеченский полевой командир, радикальный исламист, участник Первой и Второй чеченских войн на стороне Ичкерии. Командовал Центаройским сектором Юго-западного Фронта ВС Ичкерии. С 7 октября 2007 года член террористической организации «Имарат Кавказ». Был назначен Докку Умаровым на должность командующего Восточным направлением Вилаята Нохчийчоь Имарата Кавказ. Один из приближенных Умарова. 27 октября 2016 года задержан в Турции. Дальнейшая судьба неизвестна.

## Биография
Участник войны 1990-х годов. В начале 2000-х годов воевал против российских сил в Чечне под руководством Абу Хафса аль-Урдани. После гибели аль-Урдани в 2006 году возглавил собственный отряд боевиков в составе Юго-Восточного фронта ВС ЧРИ, затем преобразованных в Вилаят Нохчийчоь.
В курирующем Чечню оперативно-розыскном бюро при главном управлении МВД по Южному федеральному округу в апреле 2007 года Махрана Саидова называли «авторитетнейшим веденским командиром».
В период 2007—2008 годов группа Саидова совершила большое число нападений на федеральные войска в своей зоне военного присутствия (район села Центарой):
1. Подрыв группой боевиков БТР федеральных сил в районе села Белгатой 1 марта 2007 года: 3 солдат погибли, 4 ранены[5]
2. Засада на поисково-разведывательную группу у села Эрсеной 7 апреля 2007 года: 4 военных убиты, 3 ранены[6]
3. Нападение группы боевиков, состоявшей из членов бандгрупп амиров Усмана, Саваба, Махрана на милицейскую группу в селении Дарго поздним вечером 6 октября 2007 года.
4. Засада на подразделение федеральных войск 4 декабря 2007 года: 2 военнослужащих убиты, несколько ранены[7]
5. Обстрел колонны российских военнослужащих в Ножай-Юртовском районе 10 апреля 2008 года: 4 погибли, 3 ранены[8]

29 августа 2010 года бандгруппа Саидова совместно с мятежниками амиров Заурбека и Абдурахмана осуществила «операцию против кадыровцев» в родном селе Рамзана Кадырова Центарой. Численность отряда достигала 60 человек. Неназванные эксперты из органов внутренних дел и спецслужб после боя высказали предположение о том, что «бандиты использовали афганскую тактику», при которой группа или целый отряд боевиков атакует целые объекты. Кадыров пообещал вознаграждение 10 миллионов рублей за информацию о местонахождении главарей подполья, организовавших нападение на его родовое село. Ими он назвал Заурбека Авдорханова, Асламбека Вадалова, Дахмана (Рахмана) Шабанова и самого Махрана Саидова.
В августе 2010 года амир Махран вместе с другими полевыми командирами Вилаята Нохчийчоь вышел из подчинения Докке Умарову, но через год разногласия были преодолены.
В январе 2012 года в ходе спецоперации группа боевиков под руководством Саидова была блокирована между сёлами Тазен-Кала и Дышне-Ведено. В результате двухдневных боёв погибли 10 исламистов и 4 силовика, ещё 16 ранены.
После ликвидации Хусейна Гакаева в январе 2013 года занял должность командующего восточным направлением. Участник похорон Доку Умарова в сентябре 2013 года.
В конце 2014 года амир Восточного направления Вилаята Нохчийчоь Махран дал присягу халифу ИГ Абу Бакру аль-Багдади.
В 2015 году уехал в Сирию, воевать на стороне Исламского государства. Получил ранение и был вывезен в Турцию. 27 октября 2016 года был задержан в Турции в числе ряда чеченских боевиков.